# Йосеф Зубатий
Йосеф Зубатий (чеськ. Josef Zubatý; 20 квітня 1855, Прага — 21 березня 1931, Прага) — чеський мовознавець, академік, професор та президент Чеської академії наук.

## Біографія
Йосеф Зубатий народився 20 квітня 1855 у Празі, Австро-Угорська імперія. З 1891 року професор Карлового університету. З 1904 року академік Чеської академії наук. У 1911—1916 роках генеральний секретар Королівського чеського товариства наук. З 1928 року президент Чеської академії наук. Помер 21 березня 1931 у районі Виногради, Прага.